# Svea Norén
Svea Placida Mariana Norén (Estocolm, 5 d'octubre de 1895 – Lidingö, Estocolm, 9 de maig de 1985) va ser una patinadora artística sobre gel sueca que va competir a començaments del segle xx.
El 1920 va prendre part en els Jocs Olímpics d'Anvers, on guanyà la medalla de plata en la prova individual femenina del programa de patinatge artístic. Fou superada en la classificació per la seva compatriota Magda Mauroy-Julin.
Al Campionat del Món guanyà tres medalles, una de plata el 1922 i dues de bronze, el 1913 i 1923.

## Palmarès
| Event               | 1910 | 1911 | 1912 | 1913 | 1914 | 1915 | 1916 | 1917 | 1918 | 1919 | 1920 | 1921 | 1922 | 1923 |
| ------------------- | ---- | ---- | ---- | ---- | ---- | ---- | ---- | ---- | ---- | ---- | ---- | ---- | ---- | ---- |
| Jocs Olímpics       |      |      |      |      |      |      |      |      |      |      | 2a   |      |      |      |
| Campionat del Món   |      |      |      | 3a   |      |      |      |      |      |      |      |      | 2a   | 3a   |
| Campionat de Suècia | 2a   |      | 3a   | 1a   |      | 1a   |      | 1a   |      | 1a   |      |      |      |      |